# Exit Eden
Exit Eden is een internationale supergroep die symfonische metal maakt. Een groot deel van het oeuvre bestaat uit covers van bekende pop- en rocknummers, maar sinds het tweede album heeft de groep ook enkele eigen nummers.

## Geschiedenis
De band werd opgericht in 2017 door Amerikaans zangeres Amanda Somerville (Avantasia, Alice Cooper, Epica, HDK, Aina, Trillium), Braziliaans zangeres Marina La Torraca (Phantom Elite), Frans zangeres Clémentine Delauney (Visions of Atlantis, ex-Serenity) en Duits-Amerikaans zangeres Anna Brunner.
In juli 2017 bracht de band via YouTube metalcovers uit. Deze verschenen tevens op hun debuutalbum Rhapsodies in Black. Het album behaalde plaats 15 van de Duitse en plaats 40 van de Zwitserse albumparade. Verschillende bekende personen uit de metalscene, waaronder Simone Simons (Epica), Hardy Krech, Mark Nissen, Johannes Braun (Kissin' Dynamite), Jim Müller (Kissin' Dynamite), Sascha Paeth (Avantasia, Edguy, Kamelot) en Evan K (Mystic Prophecy) hebben meegewerkt aan het album.
Op 20 oktober 2023 bracht zangeres Somerville een verklaring waarin ze vertelde dat de band aan nieuwe nummers werkte. Ook maakte ze bekend dat ze de band zou verlaten om zich op haar drie kinderen te richten. De andere leden bevestigden door te zullen gaan zonder haar te vervangen. Op 12 januari 2024 verscheen het tweede album Femmes Fatales, met daarop naast covers ook eigen nummers.

## Discografie

### Albums
| Jaar | Titel               |
| ---- | ------------------- |
| 2017 | Rhapsodies in Black |
| 2024 | Femmes Fatales      |

### Singles
| Jaar | Titel                      | Album               | Opmerkingen               |
| ---- | -------------------------- | ------------------- | ------------------------- |
| 2017 | Unfaithful                 | Rhapsodies in Black | cover van Rihanna         |
| 2017 | Impossible                 | Rhapsodies in Black | cover van Shontelle       |
| 2017 | Incomplete                 | Rhapsodies in Black | cover van Backstreet Boys |
| 2017 | Paparazzi                  | Rhapsodies in Black | cover van Lady Gaga       |
| 2017 | Total Eclipse of the Heart | Rhapsodies in Black | cover van Bonnie Tyler    |
| 2017 | A Question of Time         | Rhapsodies in Black | cover van Depeche Mode    |
| 2023 | Run                        | Femmes Fatales      | met Marco Hietala         |
| 2023 | Separate Ways              | Femmes Fatales      | cover van Journey         |
| 2024 | Femme Fatale               | Femmes Fatales      |                           |
| 2024 | Désenchantée               | Femmes Fatales      | cover van Mylène Farmer   |